# Grimme-Preis 2013

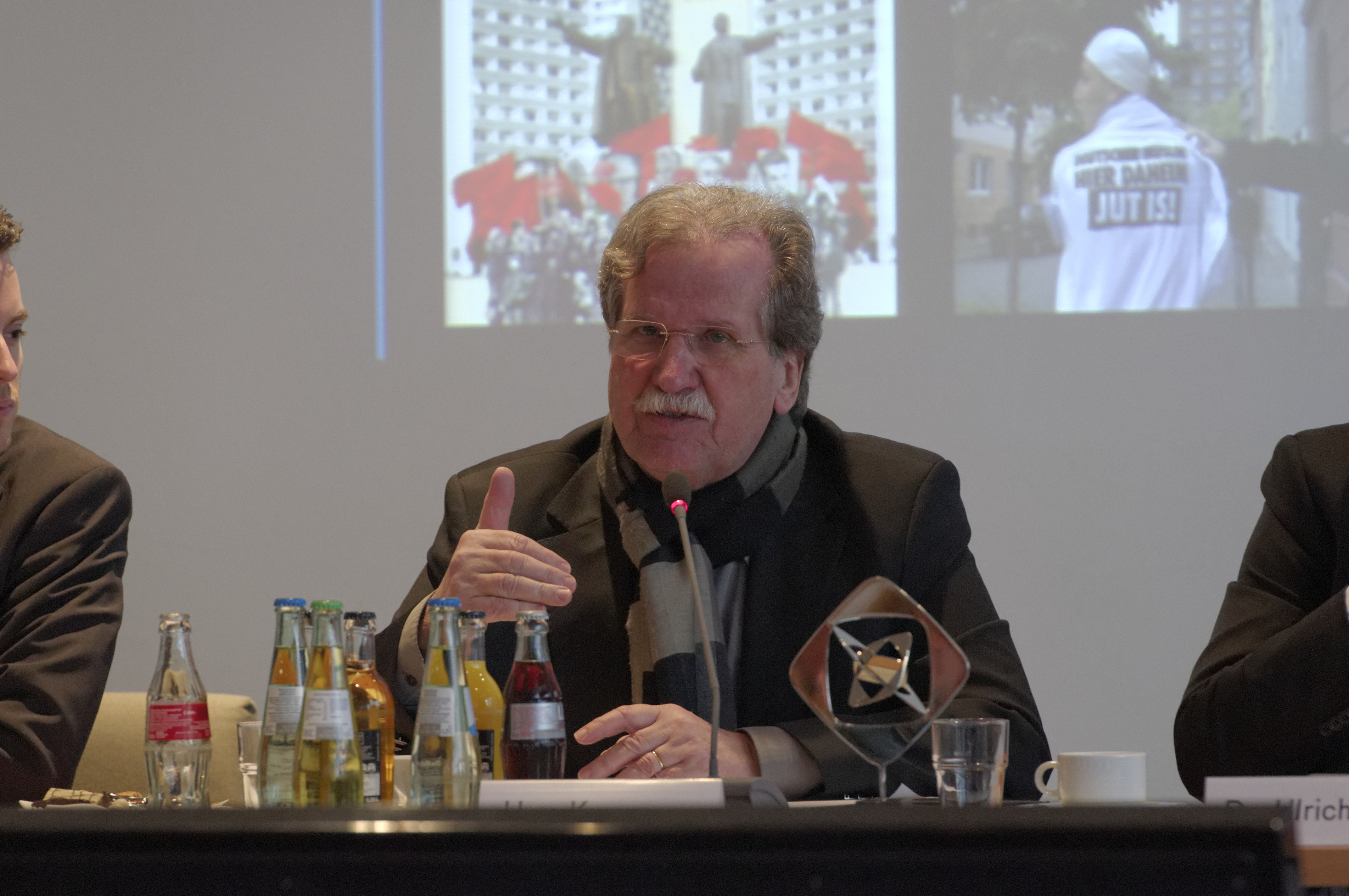
Grimme-Direktor Uwe Kammann

Der 49. Grimme-Preis wurde 2013 verliehen. Die Nominierungen wurden am 29. Januar 2013 in der Düsseldorfer Landesanstalt für Medien Nordrhein-Westfalen bekanntgegeben, die Verkündigung der Gewinner erfolgte am 27. März durch Grimme-Direktor Uwe Kammann und Referatsleiter des Grimme-Preises, Ulrich Spies.

## Pressekonferenz zur Verkündung der Preisträger
Die Pressekonferenz zur Verkündung der diesjährigen Grimme-Preisträger fand am 27. März 2013 im großen Saal der Düsseldorfer Landesanstalt für Medien Nordrhein-Westfalen statt.
Das Grimme-Institut wurde vertreten durch den Grimme-Direktor Uwe Kammann, Referatsleiter Grimme-Preis Ulrich Spies und den Vertreter für Presse- und Öffentlichkeitsarbeit Henning Severin. Max Giermann, Claudia Michelsen und Bettina Braun waren stellvertretend für die Preisträger vor Ort. Die Jury wurde durch Annette Borke (Fiktion), Fritz Wolf (Information und Kultur) sowie Gerd Hallenberger (Unterhaltung) vertreten.
Während der Pressekonferenz wurden zahlreiche Aspekte der Preisvergabe angesprochen. Bezogen auf die Nominierung von Ich bin ein Star – Holt mich hier raus! etwa wurden die Nominierungskriterien geteilt, allerdings mache „Handwerk allein […] noch keinen Grimme-Preis“. Die (Unterhaltungs-)Agenda 2010 zeige darüber hinaus, dass jeder Job zumutbar sei.
Im Hinblick auf eine Diskussion bezüglich guten Fernsehens und der Verantwortung des Grimme-Preises führte Grimme-Direktor Uwe Kammann aus, dass der Grimme-Preis sich als Mahner verstehe, aber auch als Lober. Gute Fernsehproduktionen hätten jedoch meist die „Crux der späten Sendezeiten“.

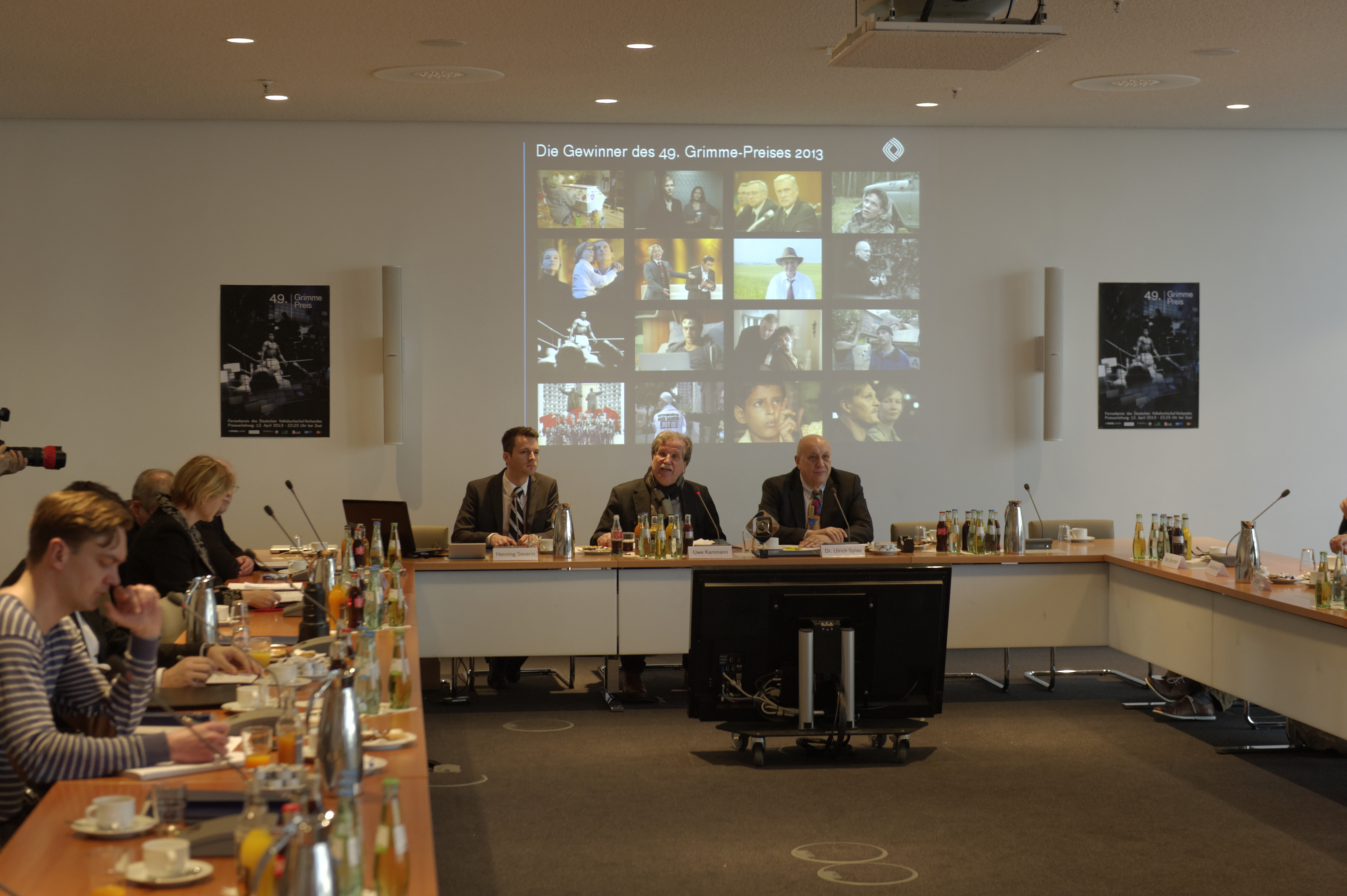
Pressekonferenz zur Verkündigung der Grimme-Preisträger 2013 in Düsseldorf
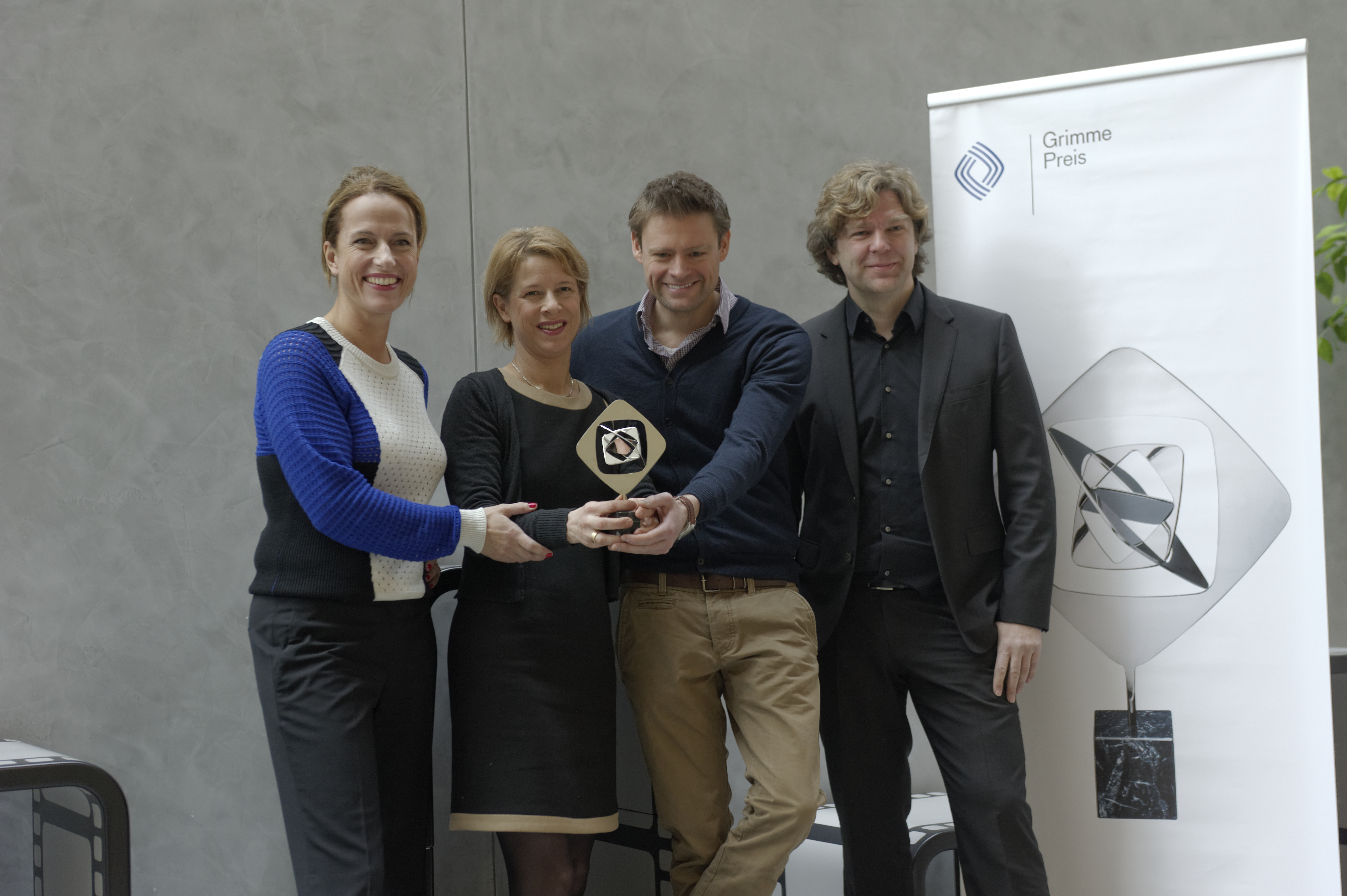
Die anwesenden Preisträger zur Verkündung der Grimme-Preis-Träger 2013 mit Michael Steinbrecher

## Preisverleihung
Die Preisverleihung fand am 12. April 2013 im Theater der Stadt Marl statt. Sie wurde von Michael Steinbrecher moderiert und musikalisch durch das Düsseldorfer Elektronik-Trio Stabil Elite begleitet. Als Überraschung für das Ensemble des ausgezeichneten Zweiteilers Der Turm spielte die Band Silly das Lied Deine Stärken.

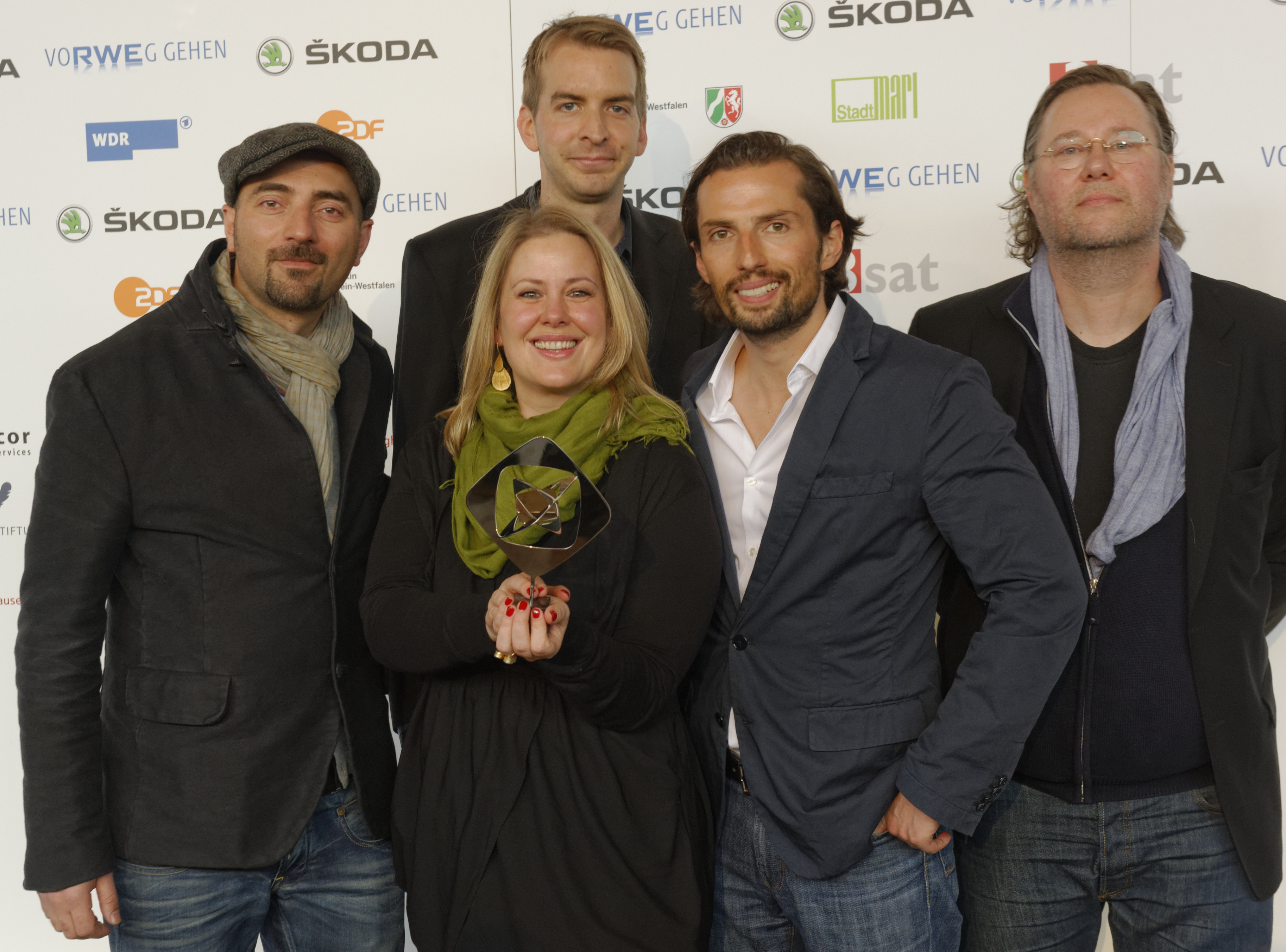
Grimme-Preis Presseempfang Team “add a friend”
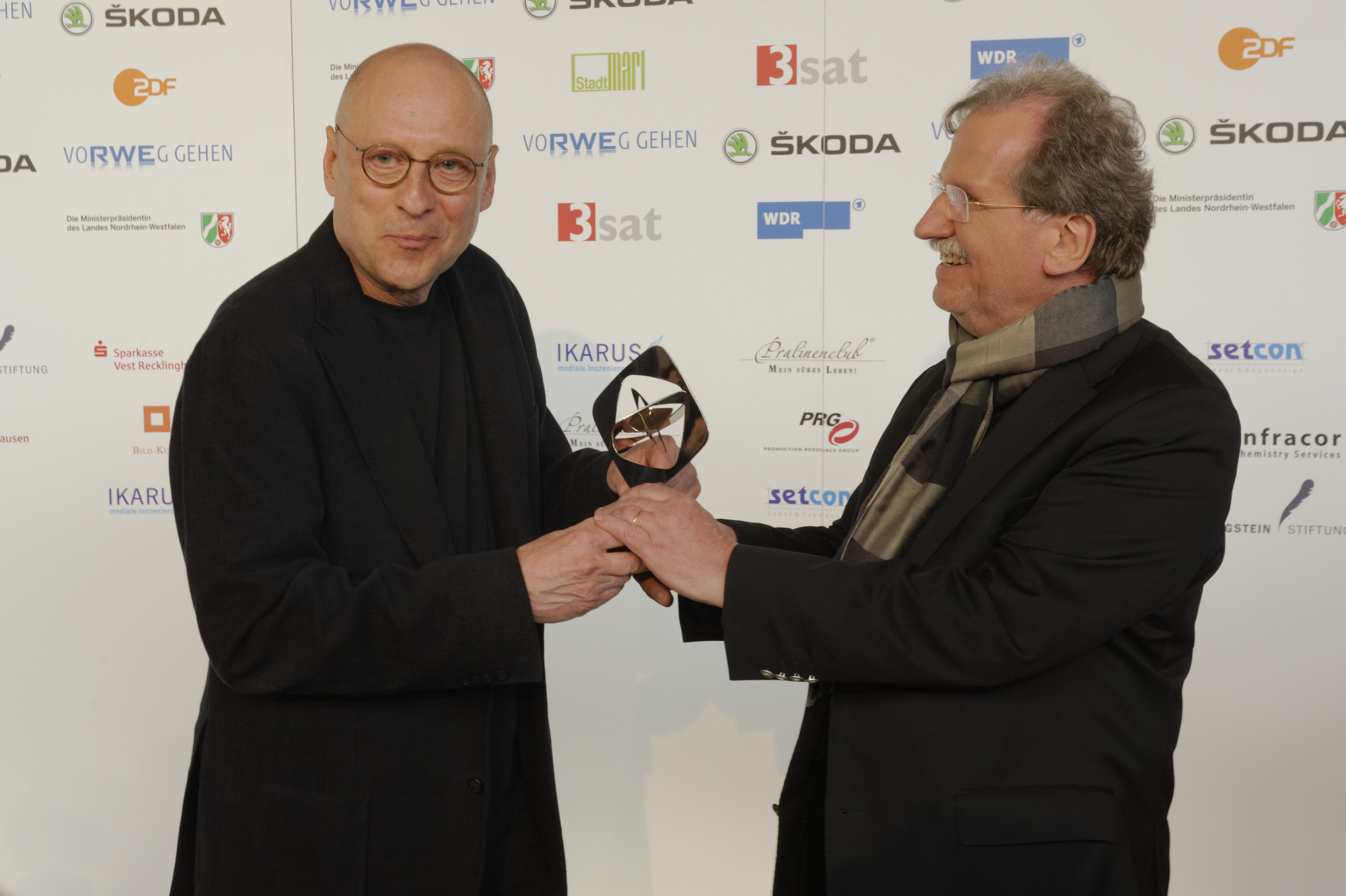
Grimme-Preis Presseempfang Matti Geschonneck mit Uwe Kammann
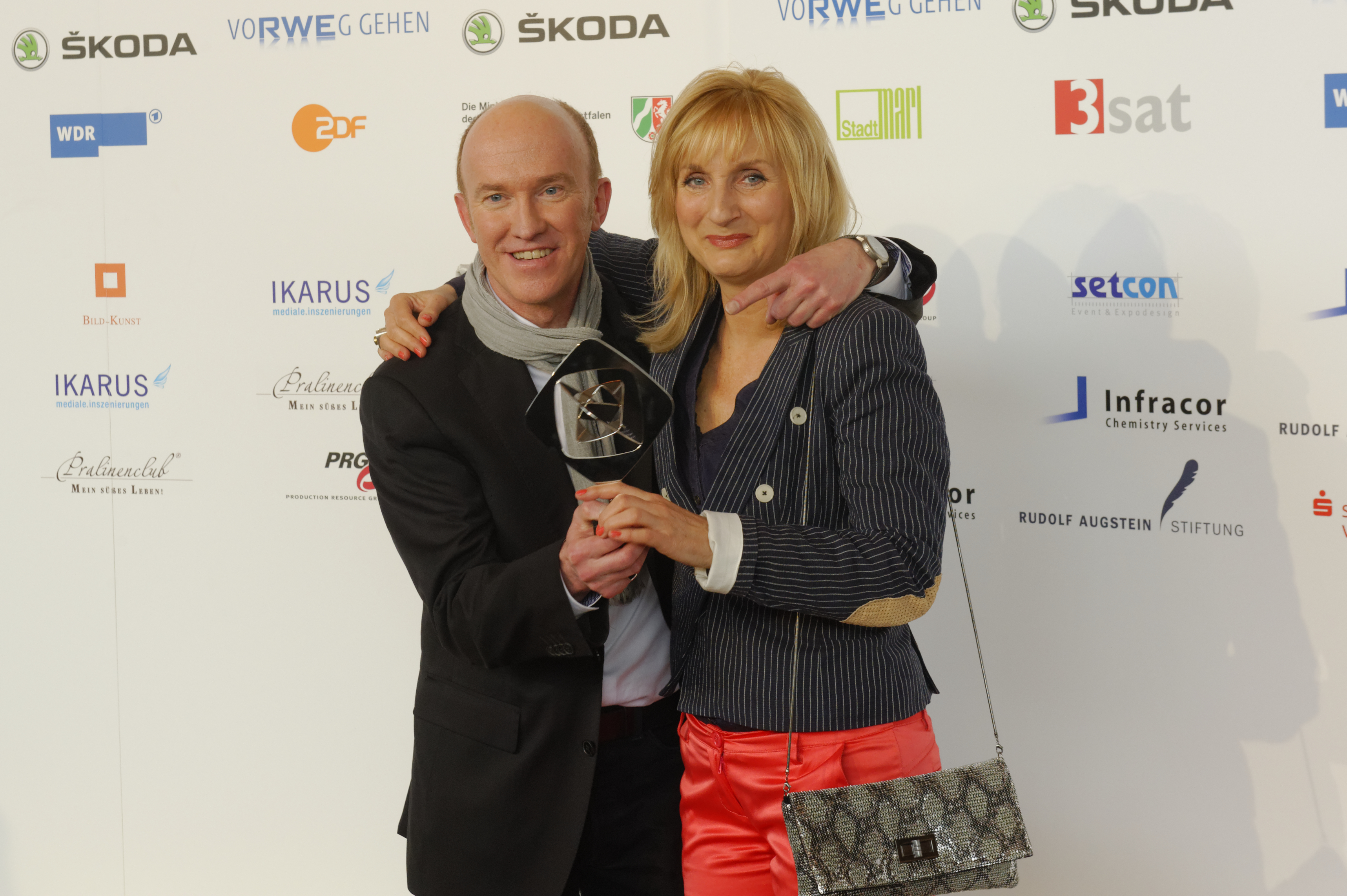
Grimme-Preis Presseempfang aus dem Team “Switch Reloaded”
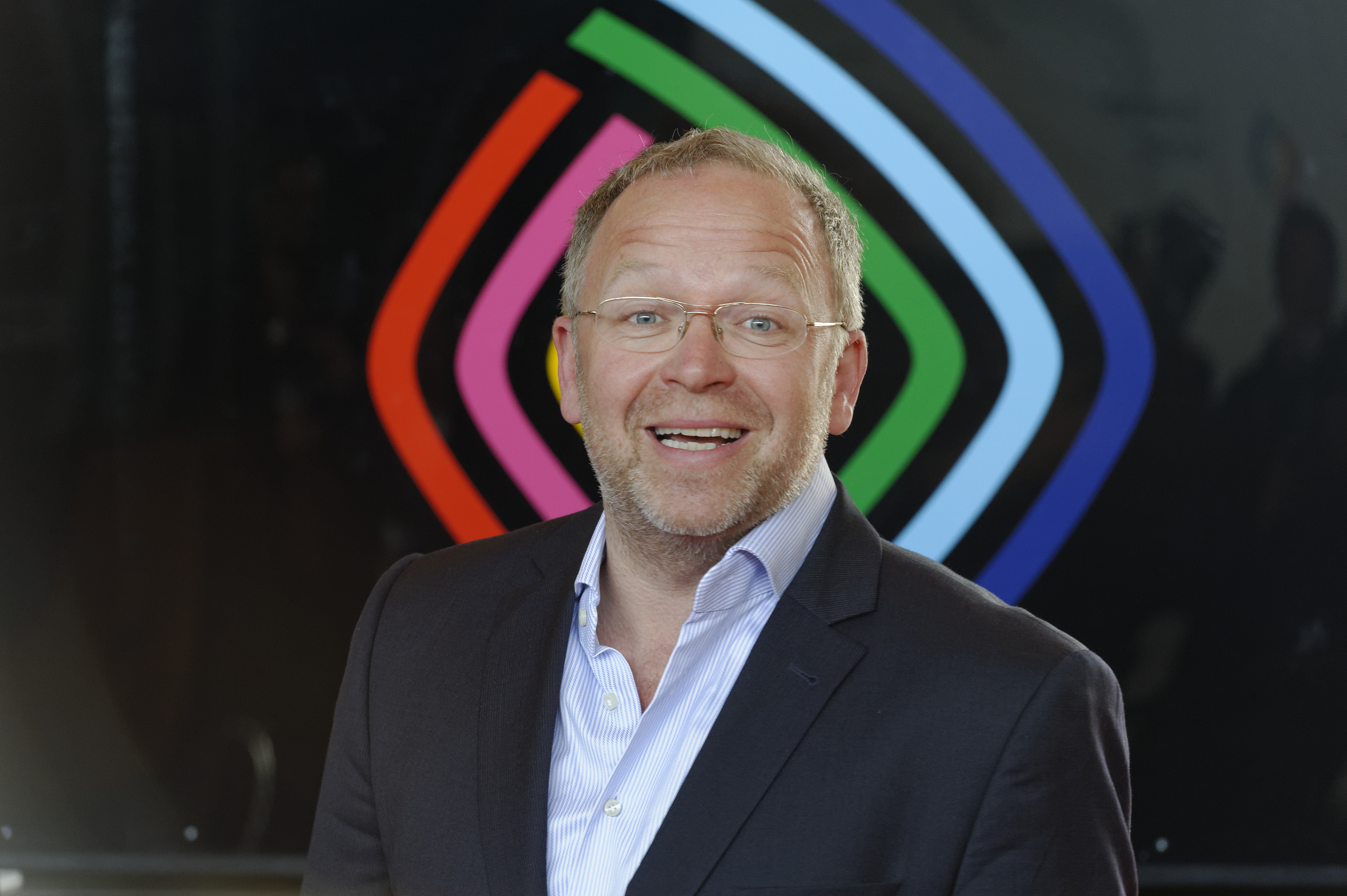
Grimme-Preis 2013 Presseempfang Christian Beetz
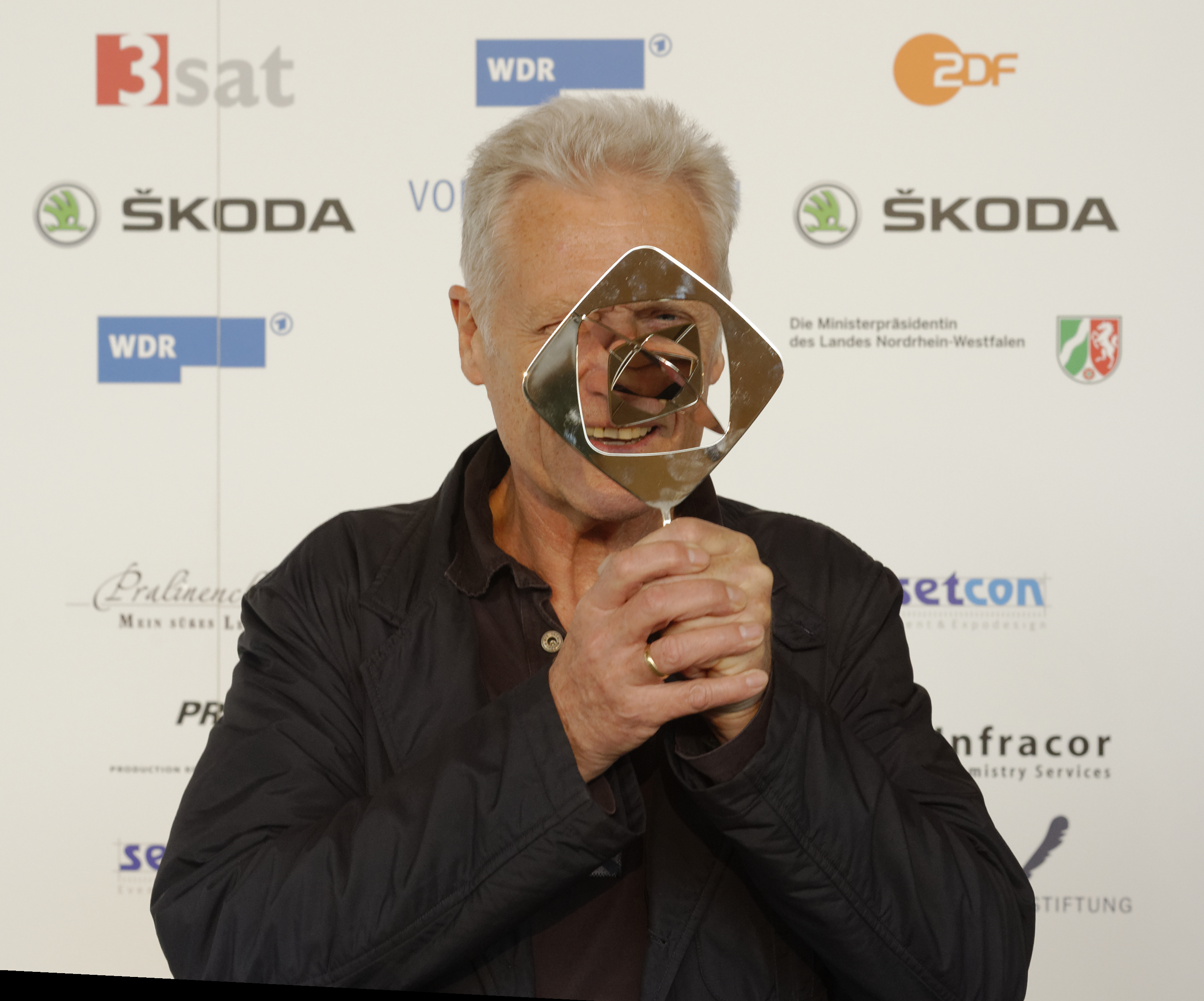
Grimme-Preis 2013 Presseempfang Robert Atzorn Blick durch den Preis

## Das Plakat
Das diesjährige Plakat wurde – wie auch in den vergangenen Jahren – von Markus Thiele gestaltet. Es zeigt den Boxer Charly Graf, den Hauptdarsteller aus der ausgezeichneten Dokumentation Ein deutscher Boxer von Eric Friedler.

## Fiktion

### Preisträger
- Der letzte schöne Tag (WDR)
  - Dorothee Schön (Buch)
  - Johannes Fabrick (Regie)
  - Wotan Wilke Möhring stellvertretend für das Darstellerteam

- Das Ende einer Nacht (ZDF)
  - Magnus Vattrodt (Buch)
  - Matti Geschonneck (Regie)
  - Ina Weisse, Barbara Auer (Darstellung)

- Der Fall Jakob von Metzler (ZDF; Nachnominierung)
  - Jochen Bitzer (Buch)
  - Stephan Wagner (Regie)
  - Robert Atzorn (Darstellung)

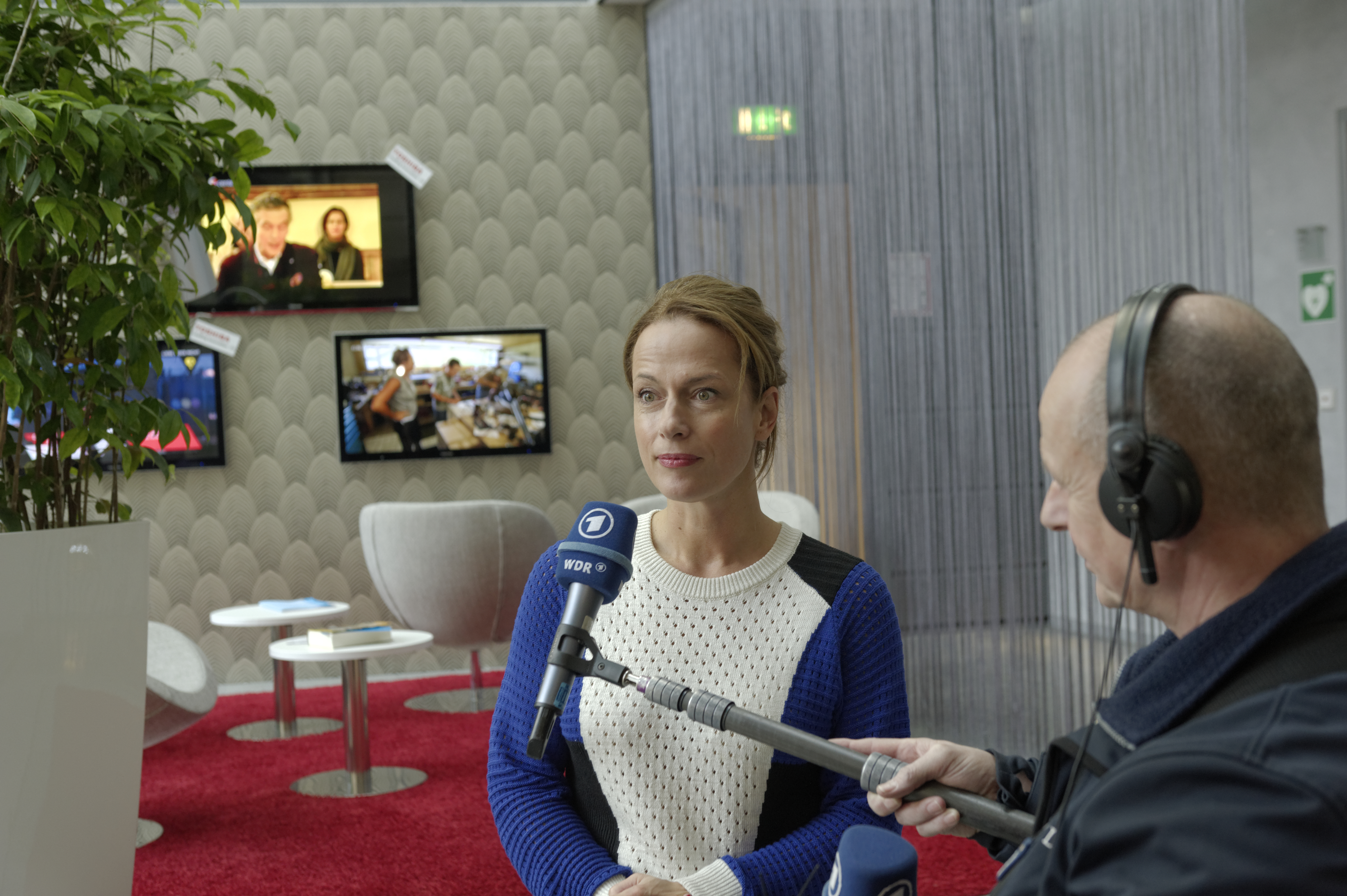
Claudia Michelsen im Interview mit dem WDR anlässlich der Verkündigung der Grimme-Preis-Träger 2013

- Der Turm (2-teilig) (MDR/degeto/BR/NDR/WDR/SWR/rbb)
  - Thomas Kirchner (Buch)
  - Christian Schwochow (Regie)
  - Lars Lange (Ausstattung)
  - Jan Josef Liefers, Claudia Michelsen und Sebastian Urzendowsky (Darstellung)

- Grimme-Preis „Spezial“ für Add a Friend (TNT-Serie)
  - Anke Greifeneder (TNT), Quirin Berg (Wiedemann & Berg) für Idee und Konzeption
  - Christian Lyra, Sebastian Wehlings (Buch)

### Weitere Nominierungen
- Lösegeld (WDR)
- Zappelphilipp (BR)
- Tatort – Die Ballade von Cenk und Valerie (NDR)
- Polizeiruf 110 – Schuld (BR)
- Tatort – Der tiefe Schlaf (BR)
- Mutter muss weg (ZDF)
- Das unsichtbare Mädchen (ZDF/ARTE)
- Sechzehneichen (HR)
- Riskante Patienten (WDR)
- Das Wunder von Kärnten (ZDF/ORF)
- Blaubeerblau (BR/MDR/degeto)
- Das Meer am Morgen (ARTE/BR/NDR/SWR)
- Spuren des Bösen – Racheengel (ZDF/ORF/ARTE)
- Über uns das All (WDR)

Serien & Mehrteiler
- Aufschneider (2-teilig) (ARTE/ORF)
- Letzte Spur Berlin (ZDF)
- Deckname Luna (2-teilig) (ZDF)

Spezial
- Spezial-Preis für Szenenbild (Oliver Munck), Kostümbild (Petra Neumeister), Maske (Juliane Hübner) und Trickgestaltung (Olaf Skripczyk) für Hänsel und Gretel (rbb/SR)

### Jury

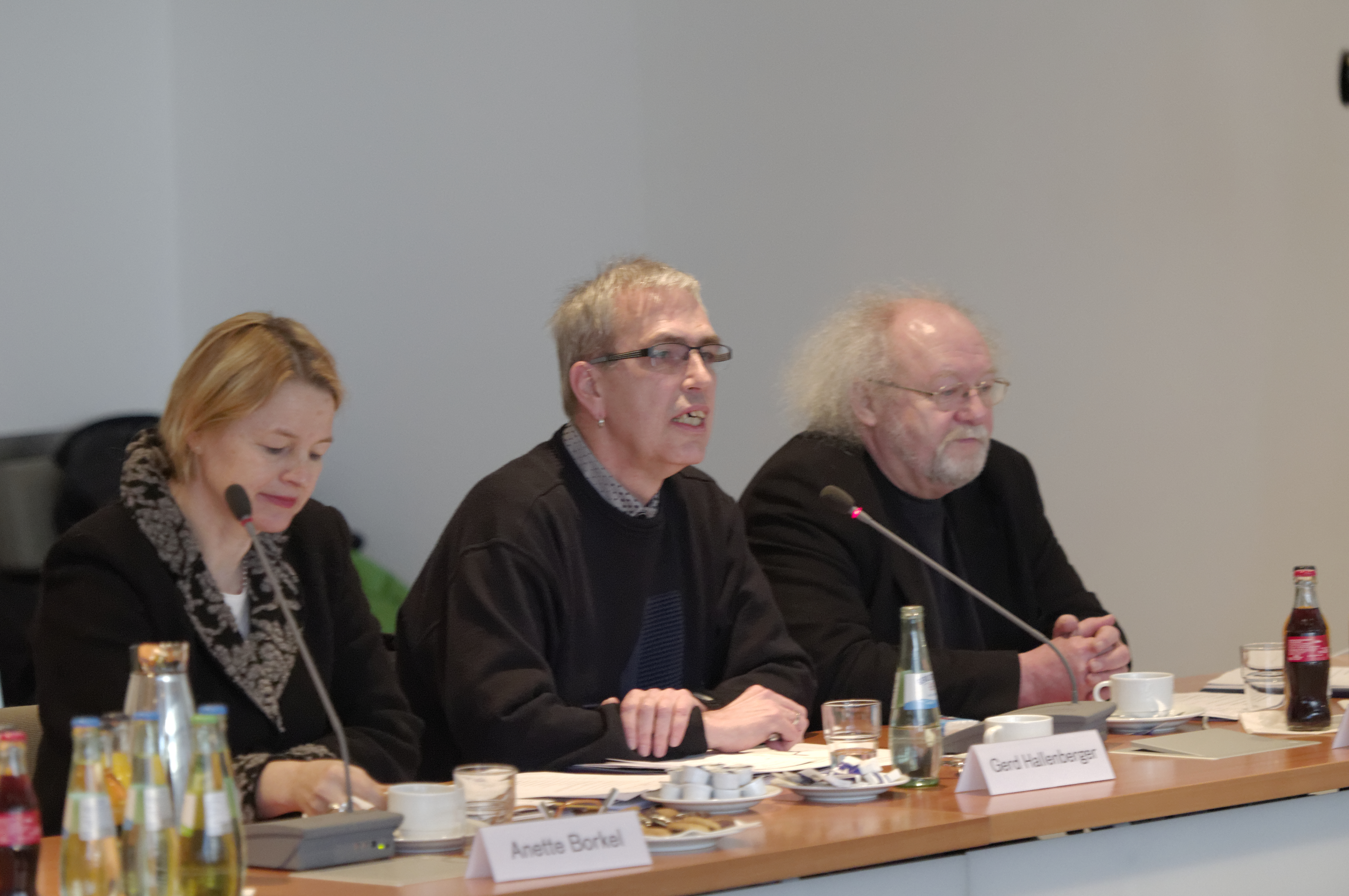
Anwesende Jury-Mitglieder an der Pressekonferenz zur Verkündigung der Grimme-Preis-Träger 2013

- Barbara Sichtermann, Freie Journalistin, Berlin
- Thomas Thieringer, Freier Journalist, München
- Anna Barbara Kurek, HFF „Konrad Wolf“, Potsdam
- Christian Buß, Spiegel Online, Hamburg
- Annette Borkel, VHS Hamburg
- Dagmar Mikasch-Köthner, VHS Stuttgart
- Jutta Wiegmann, iSFF an der VHS Berlin-Mitte, Berlin
- Joachim Huber, Der Tagesspiegel, Berlin
- Jochen Hieber, Frankfurter Allgemeine Zeitung, Frankfurt am Main
- Katrin Schuster, Freie Journalistin, München

## Information und Kultur

### Preisträger
- Seelenvögel (WDR)
  - Thomas Riedelsheimer (Buch, Regie, Kamera, Schnitt)
- Ein deutscher Boxer (NDR/SWR)
  - Eric Friedler (Buch, Regie)
- Vaterlandsverräter (ZDF/ARTE)
  - Annekathrin Hendel (Buch, Regie)

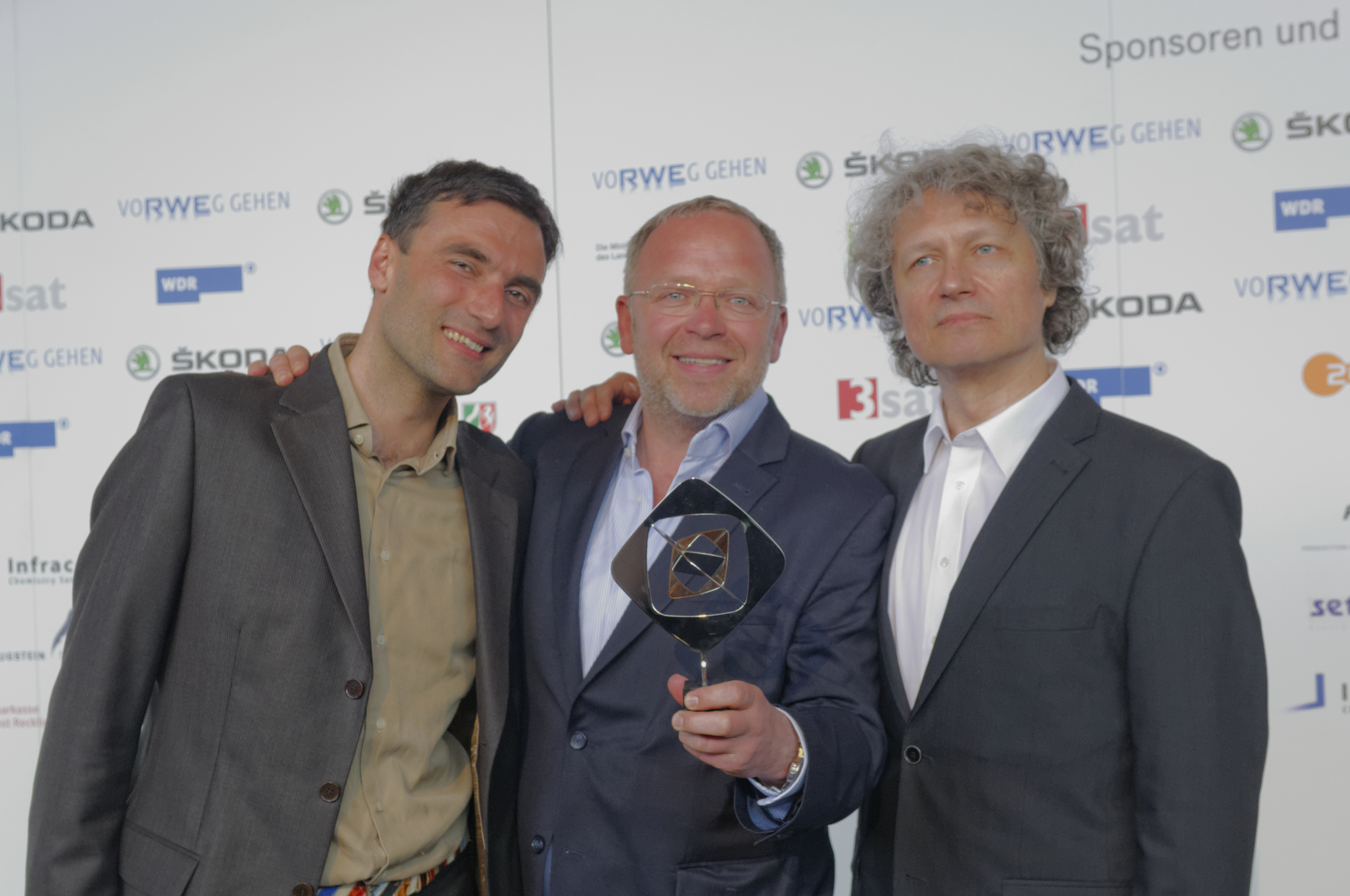
Christian Beetz, Andrei Nekrasov und Georg Tschurschenthaler beim Presseempfang zum Grimme-Preis 2013

- Lebt wohl, Genossen (ZDF/ARTE/rbb)
  - Andrei Nekrasov, György Dalos (Buch)
  - Christian Beetz (Produktion)
  - Georg Tschurtschenthaler (Produktion)

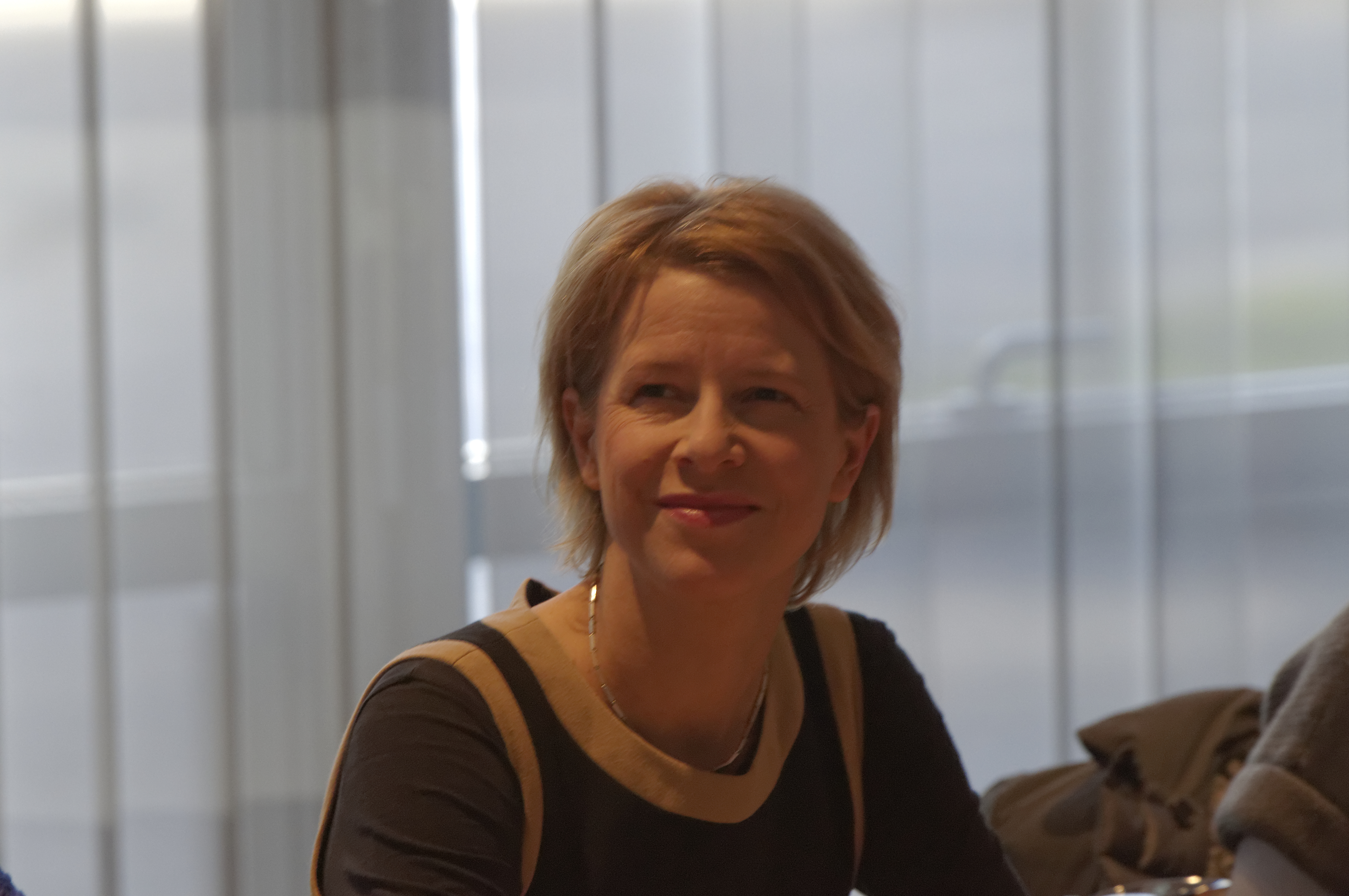
Bettina Braun auf der Pressekonferenz zur Verkündigung der Grimme-Preis-Träger 2013

- Grimme-Preis „Spezial“ an Bettina Braun (Buch, Regie, Kamera, Schnitt, Produktion) für die filmische Langzeitbeobachtung in der Dokumentar-Trilogie Was lebst du? – Was du willst – Wo stehst du? (ZDF)

### Weitere Nominierungen
- Ein Klempner für tausend Seelen (BR)
- 37 Grad: Mensch Gottfried (ZDF)
- Hoffenheim – Das Leben ist kein Heimspiel (ZDF)
- Im fliegenden Sarg (SWR)
- Die Story im Ersten: Gott hat hohe Nebenkosten (WDR)
- Die deutsche Lady Jazz (NDR/ARTE)
- Arbeit Heimat Opel (WDR)
- Kolumbiens Trauma (ZDF/ARTE)
- Unter Kontrolle (WDR/ARTE)
- Von Computern und anderen Menschen (BR)
- Nach dem Brand (NDR)
- Lawinen der Erinnerung (SWR/ARTE/WDR)
- Propaganda, Hass, Mord – Die Geschichte des rechten Terrors in Europa (MDR/ARTE)
- Gemachte Armut (SWR/ARTE)
- Die große Passion (BR; Nachnominierung)
- zdf.kulturpalast (ZDFkultur/ZDF; Nachnominierung)

Serien & Mehrteiler
- Bücher und Moor. Die Literatursendung (rbb)
- Augstein und Blome (Phoenix)

Spezial
- Kathrin Brinkmann, Simon Ofenloch und Oliver Schwehm für die Konzeption und Programmgestaltung des ARTE Thementags Schwarz-weiß hat viele Farben (ZDF/ARTE)
- Eric Friedler als bester Dokumentarfilmer des TV Jahres 2012 (1. Der Sturz – Honeckers Ende, 2. Ein deutscher Boxer, 3. Nichts als die Wahrheit – 30 Jahre Die Toten Hosen) (NDR)

### Jury
- Detlef Ruffert, Institut für Medienpädagogik und Kommunikation, Dreieich
- Ute Bischoff, VHS Lingen
- Annika Sehl, Institut für Journalistik, TU Dortmund
- Martin Calsow, Freier Journalist und Schriftsteller, Bad Wiessee
- Fritz Wolf, Medienbüro, Düsseldorf
- Miriam Janke, Freie Journalistin, Berlin
- Ronny Blaschke, Freier Journalist, Berlin
- Susanne Schmetkamp, Philosophin und Kulturjournalistin, Basel/Köln
- Lars von der Gönna, Westdeutsche Allgemeine Zeitung, Essen
- Heike Hupertz, Freie Journalistin, Friedrichsdorf
- Ingrid Schöll, VHS Bonn

## Unterhaltung

### Preisträger
- Der Tatortreiniger – Folge Schottys Kampf (NDR)
  - Mizzi Meyer (Buch)
  - Arne Feldhusen (Regie)
  - Bjarne Mädel (Darsteller)

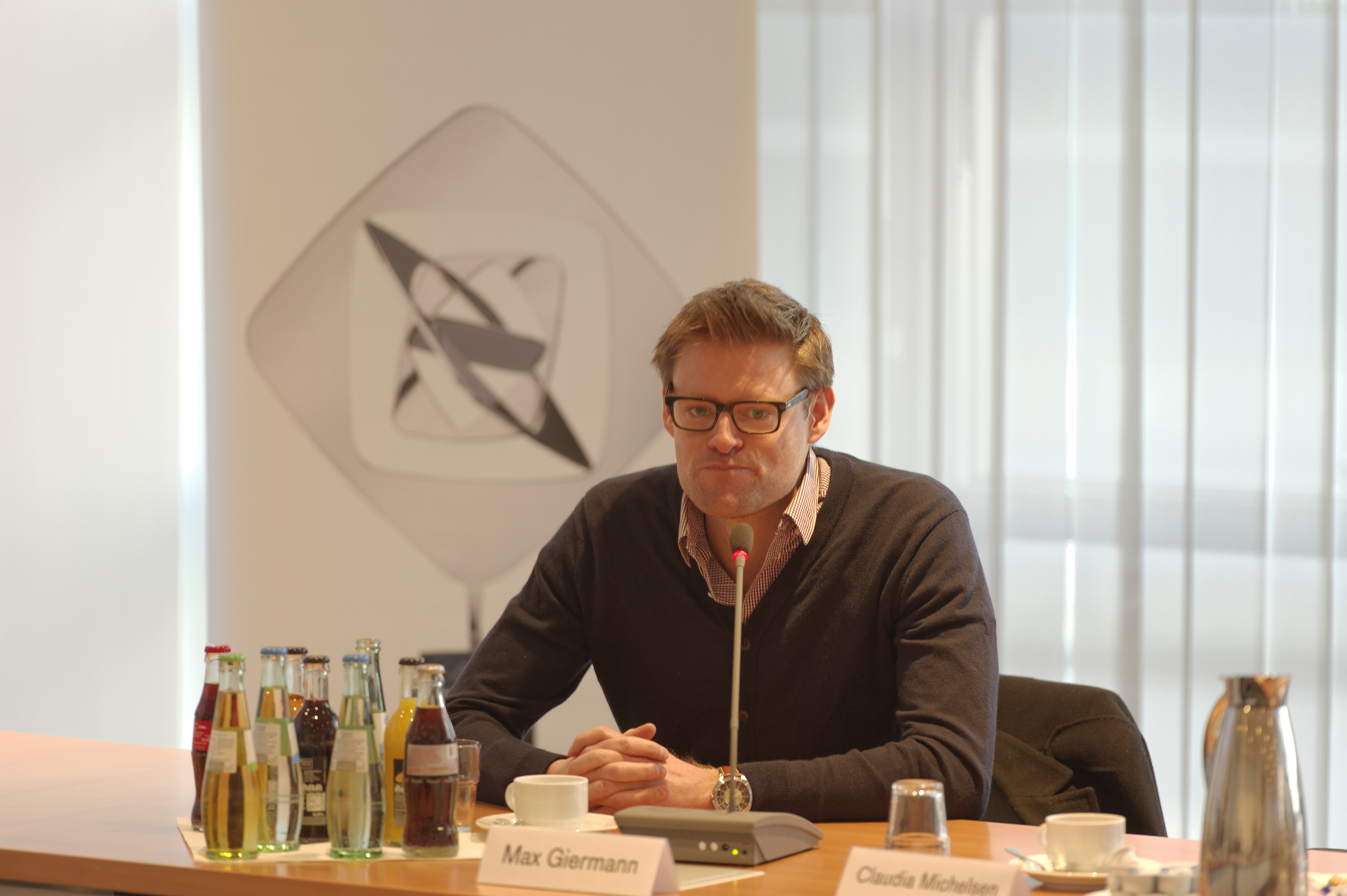
Max Giermann

- Switch reloaded – ‚Wetten, dass..?‘-Spezial (ProSieben; Nachnominierung)
  - Martin Brindöpke, Markus Hennig (Buch)
  - Dirk Nabersberg (Regie)
  - Sarah Wirtz (Maske)
  - Max Giermann (stellv. für das Ensemble)

### Nominierungen
- Ich bin ein Star – Holt mich hier raus! (RTL)
- Roche & Böhmermann (ZDF)
- Der Gastmann (WDR)
- Die Wiwaldi Show (WDR)
- Stuckrad-Barre (Tele5)
- Joko gegen Klaas – Das Duell um die Welt (ProSieben)
- Ausflug mit Kuttner (SWR/EinsPlus)
- Quiz@Home (SWR/EinsPlus)

Serien & Mehrteiler
- Mord mit Aussicht (WDR)
- Götter wie wir (ZDF)

Spezial

Für den Moderator Günther Jauch in der Ausgabe vom 24. September 2012 von Wer wird Millionär? für eine herausragende Leistung, die im Zusammenspiel mit dem Kandidaten Aaron Troschke vom üblichen Spielprinzip der Sendung komplett abweicht und allein durch die Interaktion der Beteiligten unterhält. (RTL)

### Jury
- Gerd Hallenberger, Medienwissenschaftler, Marburg
- René Martens, Freier Journalist, Hamburg
- Dieter Anschlag, Funkkorrespondenz, Bonn
- Brigitte Zeitlmann, Medienwissenschaftlerin, Bonn
- Hannah Pilarczyk, Spiegel Online, Hamburg
- Senta Krasser, Freie Journalistin, Köln
- Jenni Zylka, Freie Journalistin, Berlin
- Tilmann P. Gangloff, Freier Journalist, Allensbach
- Linda Mößner, VHS Augsburg, Hamburg

## Sonderpreise

### Sonderpreis des Landes NRW

#### Preisträger
- Fremde Kinder: Der Vorführer (ZDF/3sat)
  - Shaheen Dill-Riaz (Buch, Regie)

#### Jury
- Christine von Fragstein
- Tilmann P. Gangloff
- Ruth Schiffer
- Gudrun Sommer
- Detlef Ruffert

### Publikumspreis der Marler Gruppe

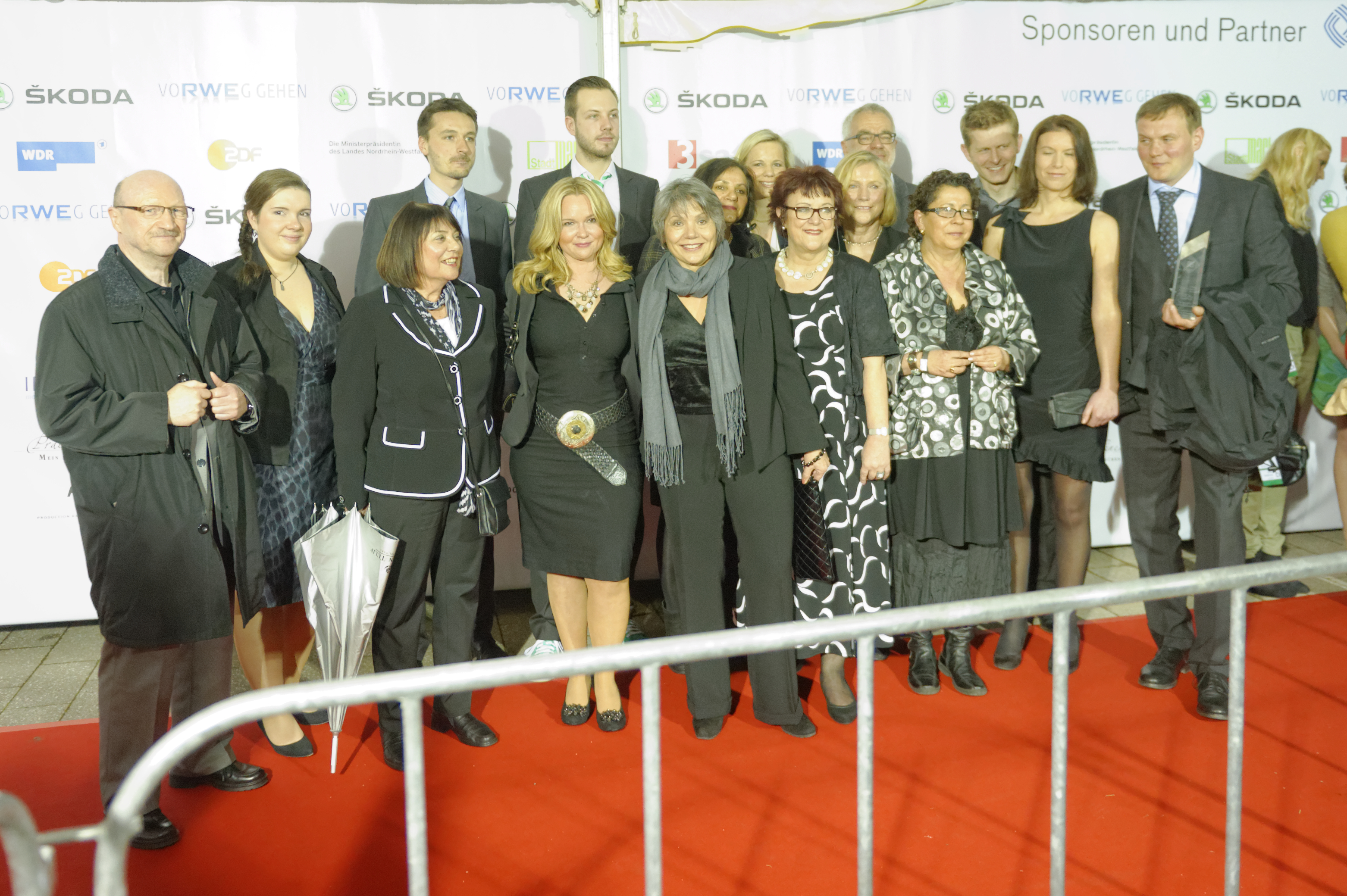
Die Marler Gruppe mit Devid Striesow zur Grimme-Preis Verleihung vor dem Theater

#### Preisträger
- Blaubeerblau (BR/MDR/Degeto)
  - Beate Langmaack (Buch)
  - Rainer Kaufmann (Regie)
  - Devid Striesow, Stipe Erceg (Darstellung)

#### Jury
- Mark Blumberg
- Nicole Gerth
- Margret Grützner
- Tim Hartelt
- Leo Hansen
- Anita Kolb
- Monika Kaczerowski
- Kurt Langer
- Alexander Langowski
- Ursula Möbus
- Martha Paszkiewicz
- Christoph Schneeweis
- Andreas Stoffers
- Christiane Tausch
- Pascal Weiland
- Heidi Weinert
- Katja Täuber

### Besondere Ehrung des Deutschen Volkshochschul-Verbandes

#### Preisträger
- Matti Geschonneck

### Eberhard-Fechner-Förderstipendium der VG Bild-Kunst

#### Preisträger
- Jan Schomburg für Über uns das All

## Sonstiges
Am Rande des Grimme-Preises 2013 wurde ein Meet & Greet mit Devid Striesow versteigert. Der Erlös kam dem Ambulanten Kinderhospizdienst Recklinghausen zugute.